# تومي براون (لاعب كرة قدم)
تومي براون (بالإنجليزية: Tommy Brown)‏ (27 مارس 1897 بشفيلد في المملكة المتحدة - ) هو لاعب كرة قدم بريطاني (وحمل سابقاً جنسية المملكة المتحدة لبريطانيا العظمى وأيرلندا) في مركز الوسط. لعب مع Rotherham Town F.C. (1899) ‏ ونادي برادفورد بارك أفنيو.